# Rajindra Campbell
Rajindra Campbell (født 29. februar 1996) er en jamaicansk atlet, der konkurrerer i kuglestød.

## Atletikkarriere
Campbell repræsenterede Jamaica ved OL 2024 i Paris, hvor han blev nummer fem med 21,05 m i sin kvalifikationspulje og dermed kom i finalen. Her forbedrede han sig til 22,15 m, hvorved han fik bronze, kun overgået af to amerikanere, Ryan Crouser, der fik guld med 22,90 m, mens Joe Kovacs fik sølv med 22,15 m (hans næstbedste stød var bedre end Campbells).